# Куропатники (Тернопільський район)
Куропа́тники —  село в Україні, у Бережанській міській громаді Тернопільського району Тернопільської області.
Поштове відділення — Куропатницьке. До 2020 року адміністративний центр сільради, якій були підпорядковані села Баранівка та Ясне. До Куропатників приєднано хутір Шоломів. 
Розташоване на березі річки Ценівка.
Населення — 978 осіб (2001). Дворів — 256.

## Географія
У селі є вулиці: Бічна, Вигнанка, Вигнанка, Дальня, Зелена, Лісова, Лугова, Тиха, Центральна, Центральна, Шкільна та Шоломків.

### Клімат
Для села характерний помірно континентальний клімат. Куропатники розташовані у «холодному Поділлі» — найхолоднішому регіоні Тернопільської області.
| Клімат Куропатників       | Клімат Куропатників | Клімат Куропатників | Клімат Куропатників | Клімат Куропатників | Клімат Куропатників | Клімат Куропатників | Клімат Куропатників | Клімат Куропатників | Клімат Куропатників | Клімат Куропатників | Клімат Куропатників | Клімат Куропатників | Клімат Куропатників |
| Показник                  | Січ.                | Лют.                | Бер.                | Квіт.               | Трав.               | Черв.               | Лип.                | Серп.               | Вер.                | Жовт.               | Лист.               | Груд.               | Рік                 |
| Середній максимум, °C     | −1,5                | −0,1                | 4,7                 | 12,8                | 18,8                | 22,0                | 23,3                | 22,8                | 18,4                | 12,6                | 5,5                 | 0,5                 | 11                  |
| Середня температура, °C   | −4,5                | −3,1                | 1,1                 | 8,0                 | 13,5                | 16,7                | 18,0                | 17,4                | 13,3                | 8,1                 | 2,6                 | −2                  | 7                   |
| Середній мінімум, °C      | −7,4                | −6                  | −2,5                | 3,2                 | 8,2                 | 11,5                | 12,8                | 12,0                | 8,3                 | 3,7                 | −0,2                | −4,5                | 3                   |
| Норма опадів, мм          | 32                  | 31                  | 33                  | 49                  | 77                  | 90                  | 96                  | 71                  | 56                  | 39                  | 37                  | 40                  | 651                 |
| ------------------------- | ------------------- | ------------------- | ------------------- | ------------------- | ------------------- | ------------------- | ------------------- | ------------------- | ------------------- | ------------------- | ------------------- | ------------------- | ------------------- |
| Джерело: climate-data.org |                     |                     |                     |                     |                     |                     |                     |                     |                     |                     |                     |                     |                     |

## Історія

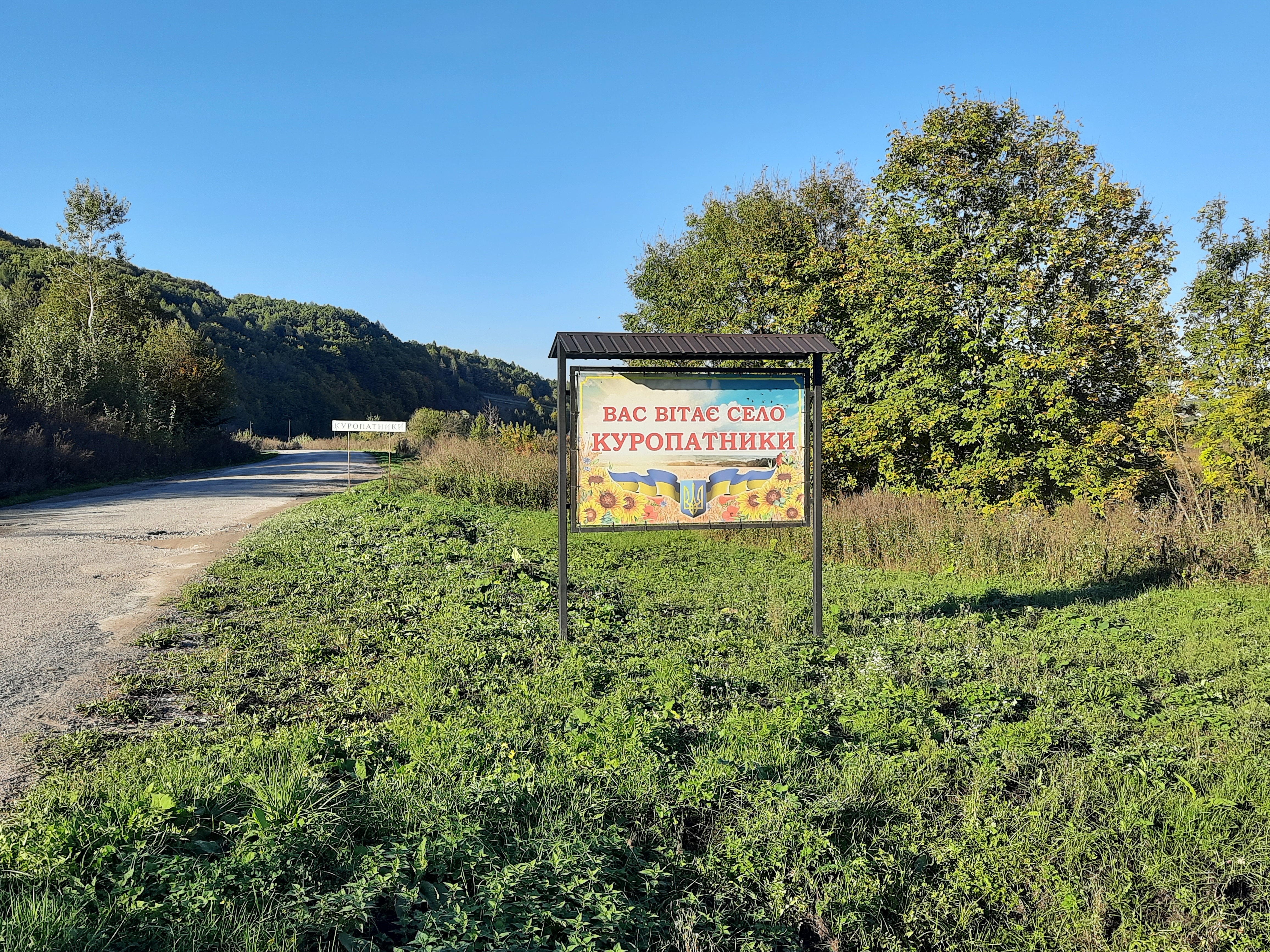
Знак при в'їзді в село

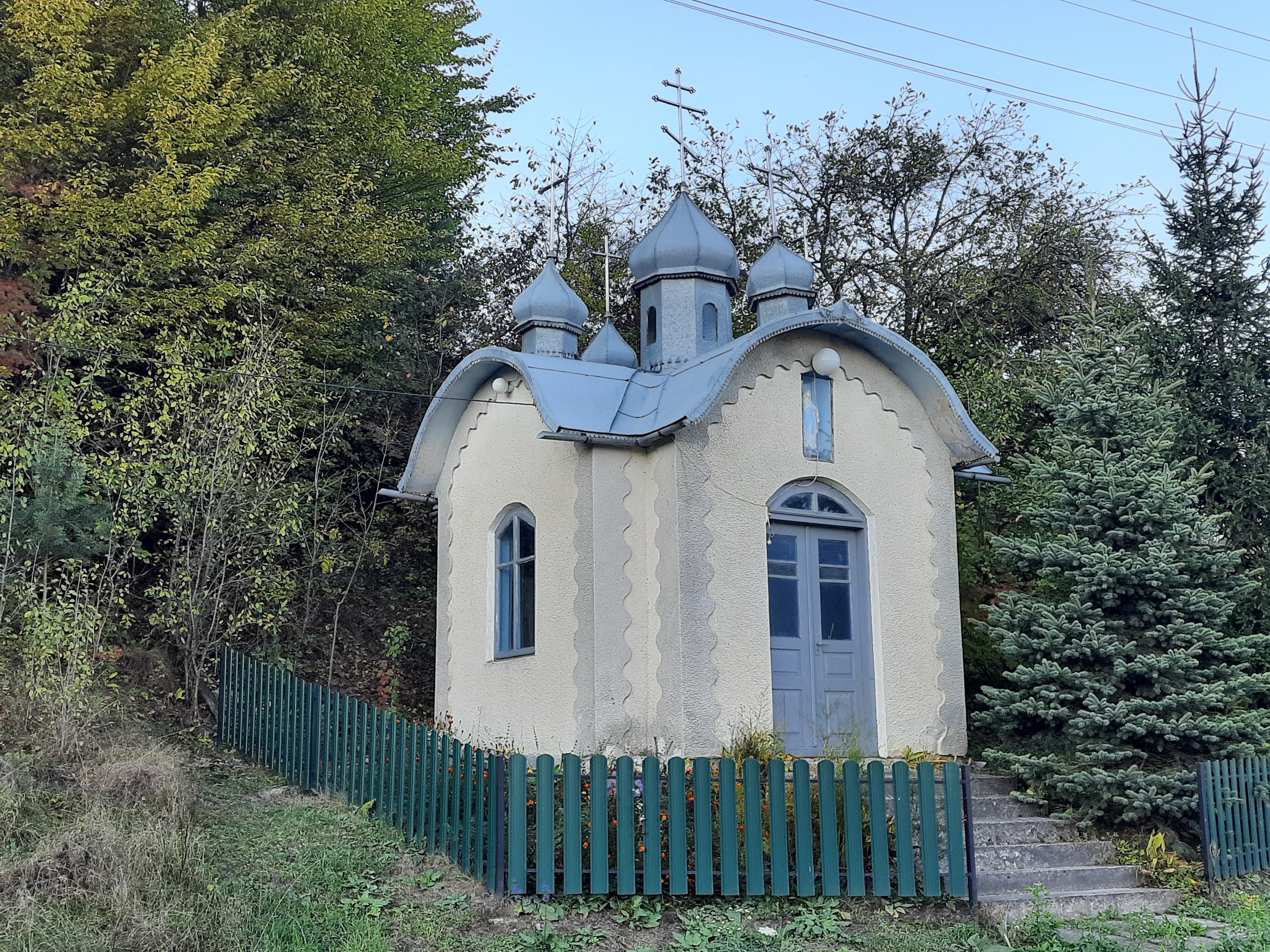
Капличка

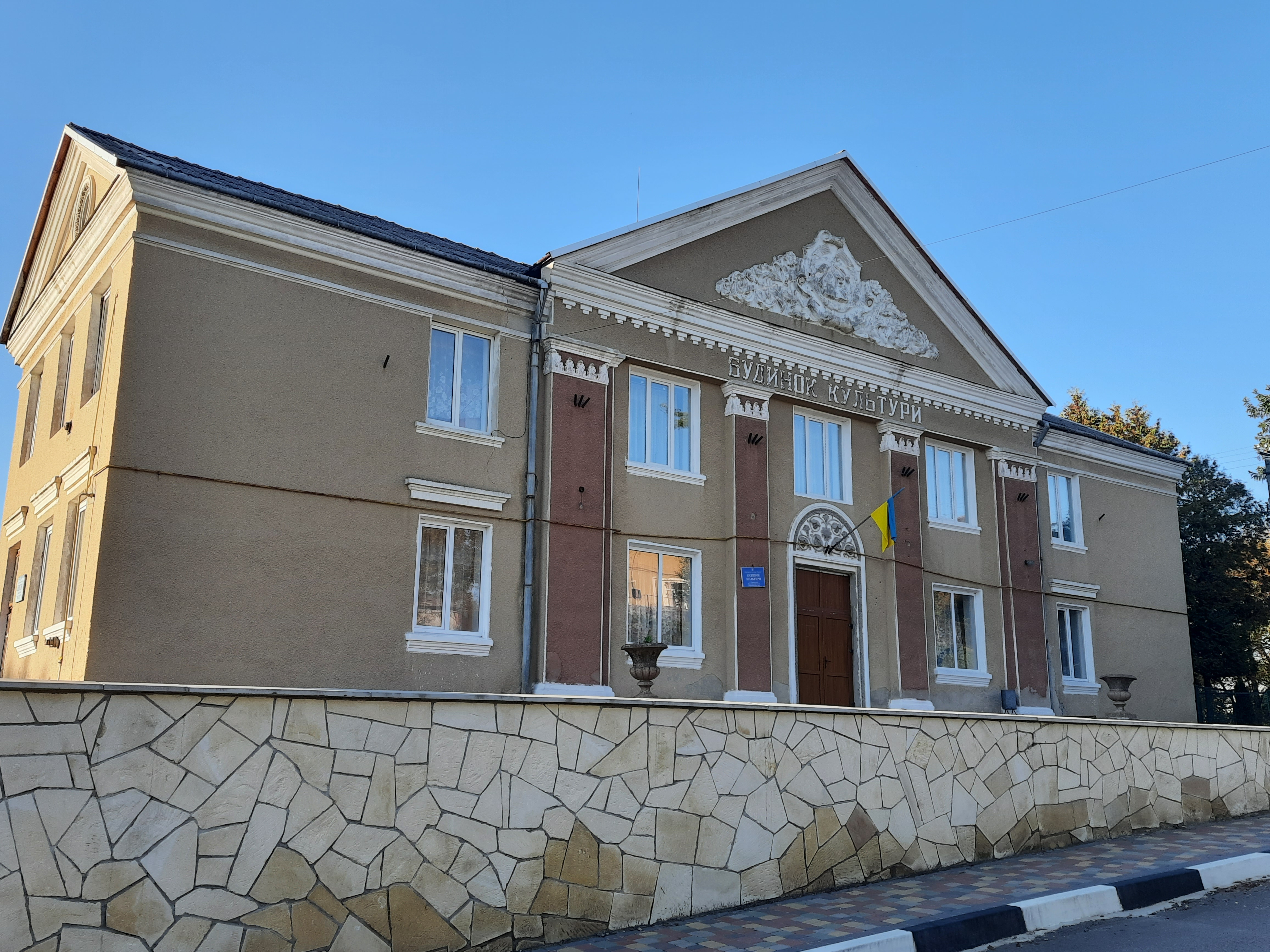
Будинок культури

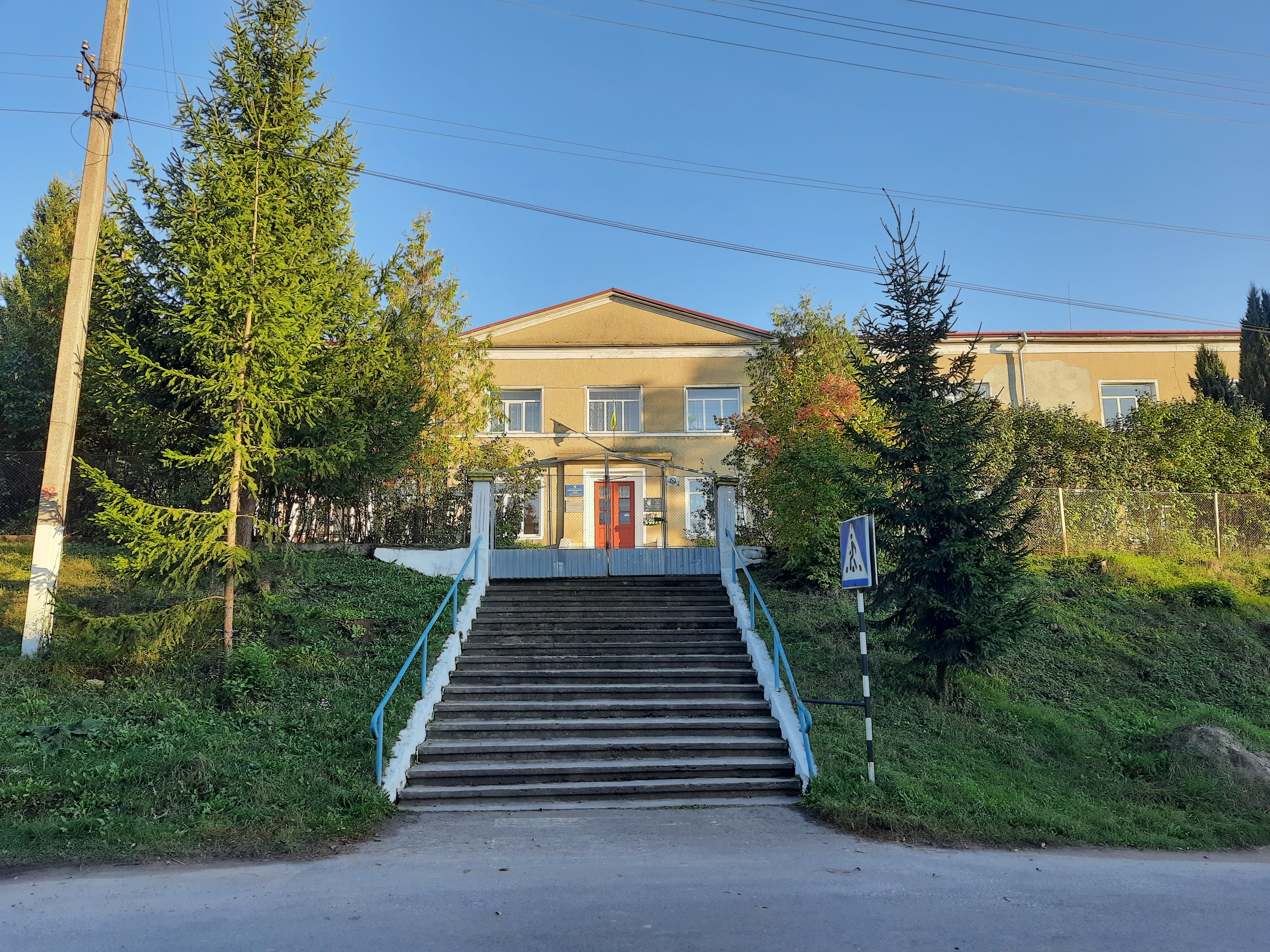
Школа

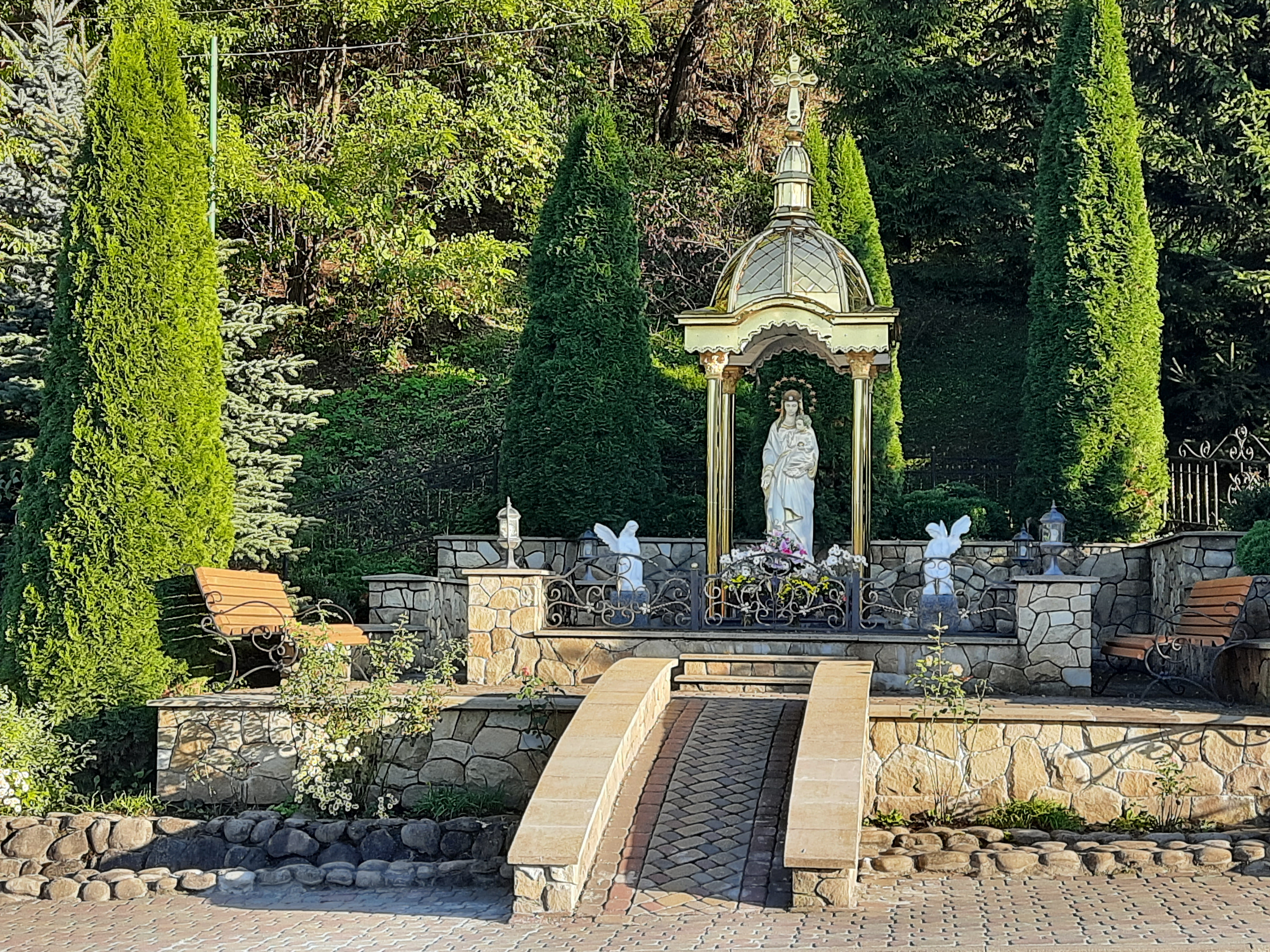
Статуя Божої Матері

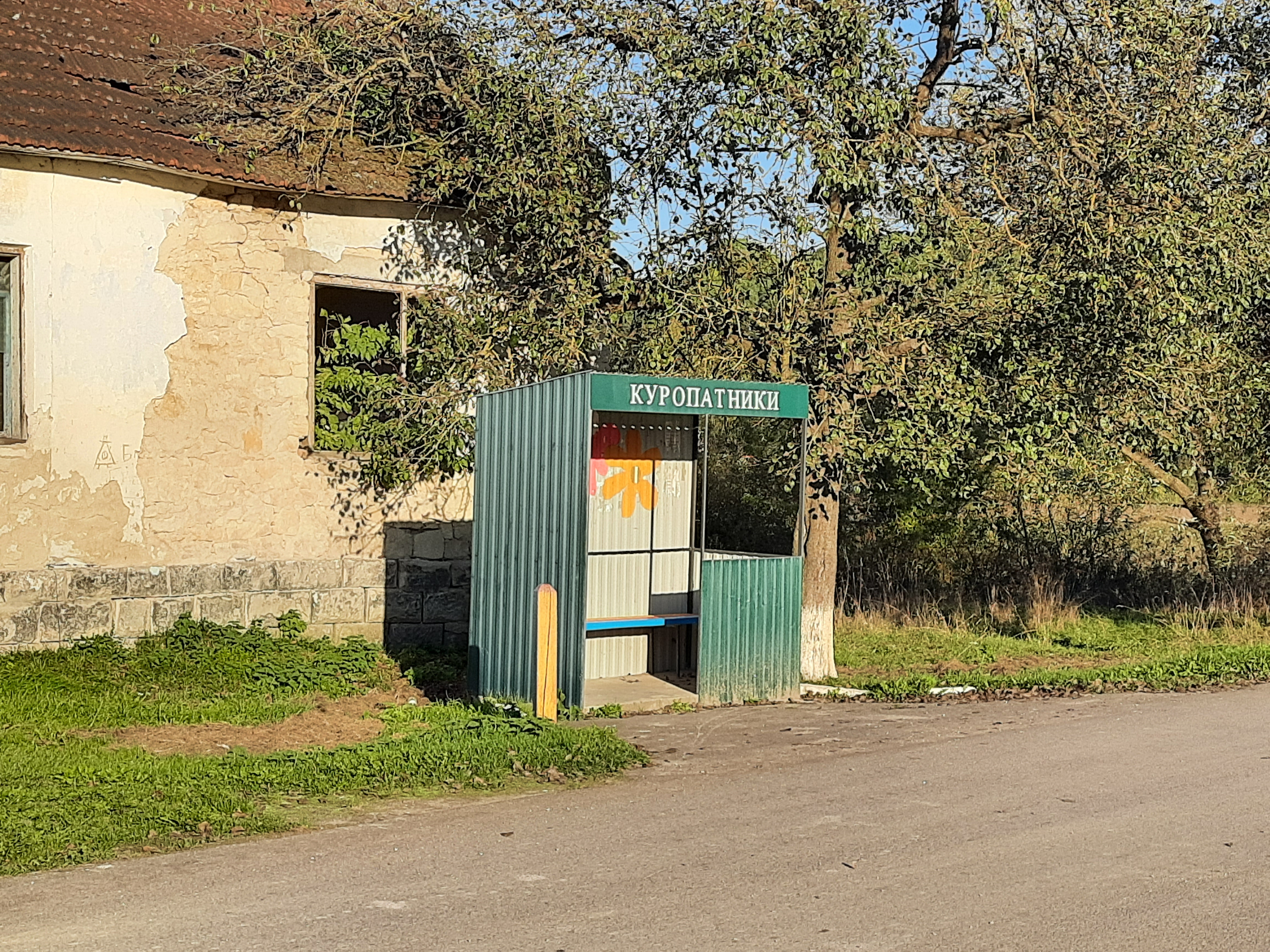
Автобусна зупинка

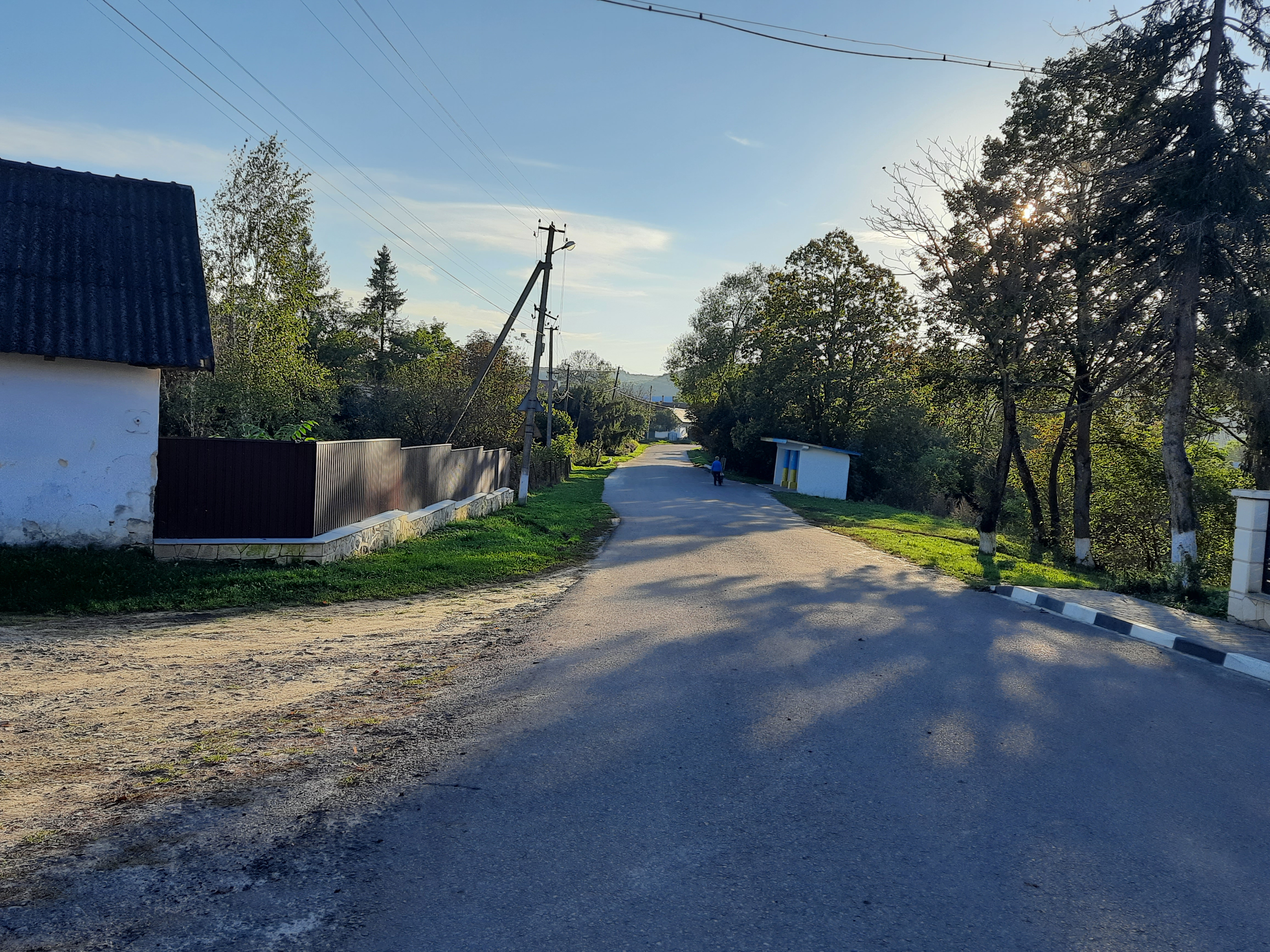
Сільська вулиця

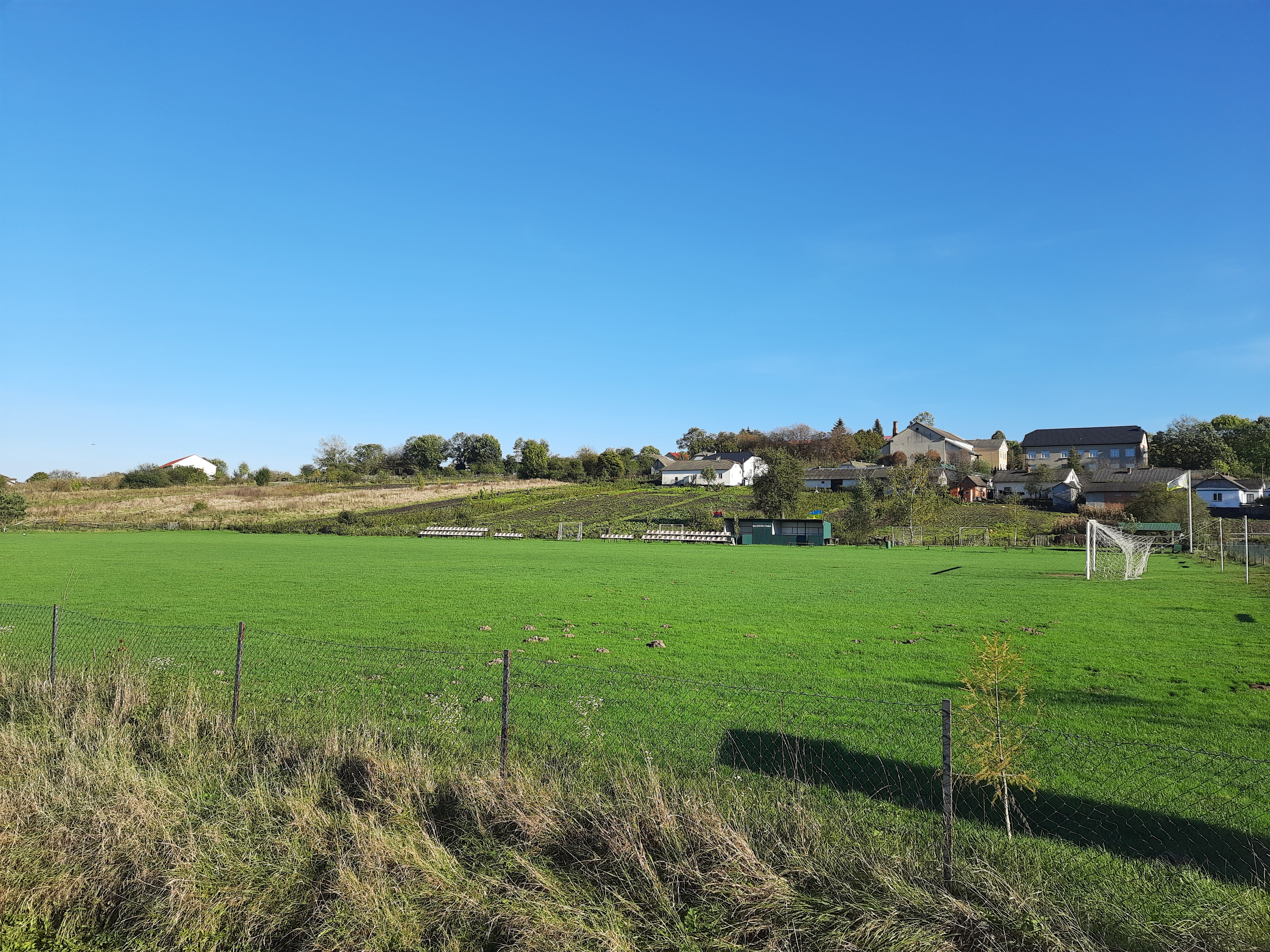
Стадіон

Відоме від 14 ст., за іншими даними — 1437 року.
5 січня 1470 р. львівський латинський архієпископ Григорій з Сянока викупив архієпископські села Куропатники, Ценів і Будилів Львівського повіту в орендаря Цорнберга Миколи.
У податковому реєстрі 1515 року в селі документується 4 лани (близько 100 га) оброблюваної землі.
1531 року власники Куропатницькі надали Куропатникам обмежені міські права; збудували мурований замок, оточили водою (19 ст. перебудували на гуральню).
16 ст. через Куропатники проходив торговий шлях від м. Кам'янець (нині Кам'янець-Подільський Хмельницької області) до м. Львів.
1626 року внаслідок нападу татар село було зруйноване на 80%.
Навесні 1917 в Куропатниках розташувався курінь (4 сотні) УСС.
Діяли «Просвіта», «Луг», «Рідна школа» та інші українські товариства.
1969 року внаслідок повені Куропатники було підтоплено, 2 будинки зруйновано.
За іншими даними тут було поселення ще до монголо-татарської навали. Замок, про який згадується в попередньому матеріалі був зруйнований саме під час нападу монголо-татар. Ще тепер знаходяться залишки фундаменту поблизу села.
12 червня 2020 року, відповідно до розпорядження Кабінету Міністрів України № 724-р «Про визначення адміністративних центрів та затвердження територій територіальних громад Тернопільської області» увійшло до складу Бережанської міської громади.
19 липня 2020 року, в результаті адміністративно-територіальної реформи та ліквідації Бережанського району, село увійшло до складу Тернопільського району.

## Населення
За даними перепису населення 2001 року мовний склад населення села був таким:
| Мова       | Число ос. | Відсоток |
| ---------- | --------- | -------- |
| українська | 981       | 99,39    |
| російська  | 3         | 0,31     |
| білоруська | 1         | 0,1      |
| молдовська | 1         | 0,1      |
| вірменська | 1         | 0,1      |

## Політика
Від 28 квітня 2012 року село належить до виборчого округу 165.

## Релігія
- церква Введення в храм Пресвятої Богородиці (1937, ПЦУ),
- церква Введення в храм Богородиці (1999, УГКЦ),
- костел Різдва святого Йоана Хрестителя (1892),
- каплиця (1992)

## Пам'ятки

Пам'ятник Тарасові Шевченку

Споруджено пам'ятник Т. Шевченку (1991), встановлено пам'ятний хрест на честь скасування панщини (1848), незалежності України (1991), насипана могила на місці поховання стрільця М. Вартимтюка.
Крім цього, у лісі поблизу села в урочищі «Монастир», є чудотворне джерело. Біля джерела греко-католицька громада спорудила дерев'яну каплицю, у якій регулярно проводяться богослужіння, тому що храм Введення в храм Пресвятої Богородиці збудований в 1936—1937 є у власності православної громади. За переказом на місці урочища в давнину був монастир — одного разу на Великдень йшла на Службу вагітна жінка, а оскільки Храм був на високій горі, вона сильно втомилася і спересердя закляла: «А щоб ти запався!». Від того, начебто, монастир і пішов під землю, а на цьому місці почало бити джерело. Вода з цього джерела має чудодійні властивості: лікує хвороби очей, кишково-шлункові хвороби та інші захворювання. Хоча правдоподібнішою є версія, що на цьому місці був стародавній замок, який був знищений монголо-татарами. Та це не змінює суті справи: до чудодійного джерела не заростає стежка — по цілющу воду приходять не тільки жителі села, а приїжджають люди з цілої України і отримують ті ласки, про які просять у Бога.
У селі відновила свою діяльність римо-католицька парохія, яка активно відновлює свій храм, що в роки більшовицької окупації був перетворений на колгоспний склад.
Відновлення римо-католицької парохії відбулося завдяки — Бучак Анні Йосипівні, саме вона посприяла відкриттю храму.
Завдяки приватним підприємцям В. Фльонц, Т. Фльонц у 2009 було побудовано капличку, яку 26 липня було посвячено двома місцевими священиками І.Сіверським і Квасницею.
Пам'ятник Т. Шевченку
щойновиявлена пам'ятка монументального мистецтва.
Встановлений 1991 р. Скульптор — І. Терновий.
Пам'ятник виготовлений із бетону.
Скульптура — 3 м., постамент — 2,5х2,5х2,5 м., площа — 0,0500 га.

## Соціальна сфера
Діють загальноосвітня школа I–III ступеня, Будинок культури, бібліотека, ФАП, відділення зв'язку, торговельний заклад.

## Відомі люди

### Народилися
- Степан Курбас  — український актор, режисер і співак (тенор), батько режисера Леся Курбаса
- Олег Синютка — український політик, ексголова Львівської ОДА[12] . Допомагає своєму рідному селу та школі у якій навчався.
- Ставничий Роман — український військовий суддя, хоровий диригент і педагог.
- Поливаний Андрій Васильович - народився 29 січня 1983 року в с.Куропатники. Навчався в Куропатницькій середній школі з 1989 по 2000 рік. Після закінчення школи вступив у Тернопільський Політехнічний університет ім.І.Пулюя. 11 травня 2002 року був призваний на військову службу в с.Старичі Львівської області, після закінчення строкової служби був переведений на службу за контрактом у військову частину м. Бережани, де служив 3 роки. Після закінчення служби і до повномасштабного вторгнення РФ перебував на роботі за кордоном. Під час мобілізації в березні 2022 року був призваний на службу. Молодший сержант ВЧ-А 0998 загинув 9 липня 2022 року в м.Часів Яр Донецької області, захищаючи свободу і незалежність України.
  -       Рішенням сесії Бережанської міської ради від 13 жовтня 2022 року № 897 Поливаному Андрію Васильовичу присвоєння звання "Почесний громадянин Бережанської міської териоріальної громади".

### Навчалися
- вчений-літературознавець В. Івашків
- редактор, журналіст М. Стасюк.

### Проживають
- Марія Баран — поетеса, працювала художнім керівником будинку культури, виховує п'ятьох дітей, уродженка села Літятин.

### Працювали
- Микола Люшняк — обраний нардепом в окрузі № 166 26 жовтня 2014 року.
- У 1936—1940 роках душпастирював Петро Пастух (1908—1941) — греко-католицький священник, жертва радянських репресій, слуга Божий.